# Trzy minuty po trzeciej
Trzy minuty po trzeciej – powieść sensacyjna Teodora Parnickiego opublikowana w 1929 roku. Jej akcja rozgrywa się w Mandżurii.

## O powieści
Akcja powieści zaczyna się w zimowy wieczór lutowy 1927. Jej treścią jest walka o odzyskanie japońskich dokumentów, które przypadkowo dostały się w ręce sowieckiego wywiadu. Ich ujawnienie mogłoby narazić japońskie interesy związane z Koleją Wschodniochińską. Bohaterowie Piotr Iwanowicz Zagorski i Aleksander Aleksiejewicz Flagin, byli oficerowie carscy, żyjący w Harbinie na emigranckim chlebie, zostają wplątani przez Japończyków w walkę wywiadów. Tajny japoński trybunał siedemnastu zawiesza wykonanie na bohaterach wyroków śmierci, umożliwiając im poszukiwanie dokumentów. Ich odzyskanie pozwoli im uniknąć kary śmierci. Opowieść jest pełna zaskakujących zwrotów akcji, pościgów samochodowych, epizodów walk, sobowtórów, tajnych agentów i agentek, a nawet romansów.
Tłem akcji jest Daleki Wschód w 1927 roku. Obok Harbina i pomniejszych stacji na trasie Kolei Wschodniochińskiej, teatr wydarzeń obejmuje Władywostok z wszechwładnym GPU oraz kosmopolityczny Szanghaj. Książka ukazuje główny front rozpoczynającej się właśnie chińskiej wojny domowej pomiędzy sprzyjającą Japonii mandżurską północą pod przywództwem Zhang Zuolina, a zdominowanym przez Czang Kaj-szeka i Kuomintang południem. U boku Chińczyków walczą Rosjanie, biali z Zuolinem, bolszewicy – infiltrują południe, dążąc do wywołania rewolucji komunistycznej. Na tle rosnących w siłę Chin i zainteresowanych agresją na kontynentalną Azję Japonii ukazana zostaje katastrofa dawnej Rosji i rozdzierających ją walk Rosjan z Rosjanami. Parnicki ukazuje swoją Rosję między Harbine, Władywostokiem, Nankinem i Szanghajem, dawniej niemal idylliczną, obecnie wstrząsaną rewolucją i wojną domową.